# Perun, Vilneansk
Perun (în ucraineană Перун) este un sat în comuna Dniprovka din raionul Vilneansk, regiunea Zaporijjea, Ucraina.

## Demografie
Componența lingvistică a localității Perun
     Ucraineană (73,91%)
     Rusă (26,09%)
Conform recensământului din 2001, majoritatea populației localității Perun era vorbitoare de ucraineană (73,91%), existând în minoritate și vorbitori de rusă (26,09%).